# Ястшембники (Західнопоморське воєводство)
Ястшембники (пол. Jastrzębniki, нім. Falkenberg) — село в Польщі, у гміні Славобоже Свідвинського повіту Західнопоморського воєводства.
Населення — 56 осіб (2011).

## Демографія
Демографічна структура станом на 31 березня 2011 року:
|          | Загалом | Допрацездатний вік | Працездатний вік | Постпрацездатний вік |
| -------- | ------- | ------------------ | ---------------- | -------------------- |
| Чоловіки | 30      | 11                 | 17               | 2                    |
| Жінки    | 26      | 7                  | 16               | 3                    |
| Разом    | 56      | 18                 | 33               | 5                    |